# 류이페이
류이페이(중국어: 劉亦菲, 병음: 劉亦菲, 한자음: 유역비, 영어: Crystal Liu), 1987년 8월 25일 ~ )는 중국계 미국인으로 배우 그리고 가수이다. 그리고 연예 기획사 '홍씽우 엔터테인먼트(紅星塢娛樂)'의 소속 연예인이다.

## 생애
문화예술공연단 출신인 어머니 리우 샤오리(Liu Xiaoli)의 영향으로 체조를 하였으며 베이징 영화 학원(중국어 간체자: 北京电影学院)을 졸업했다. 10살 때 부모님은 이혼하였고, 유역비는 어머니와 함께 미국으로 이민을 떠난다. 뉴욕에 정착한 유역비는 뉴욕 공립 중학교를 졸업하였으며 그곳에서 어머니와 함께 미국 시민권을 취득하여 미국으로 귀화하였다. 16살 때 중화인민공화국 시장 진출을 위해 중화인민공화국으로 귀국한 뒤 유명한 기업가 천진페이의 매니지먼트를 받아 2002년, 드라마 금분세가(金粉世家)로 데뷔하여 얼굴을 알렸으며 드라마 천룡팔부(天龍八部)에서 왕어언 역할을 맡아 스타덤에 올랐다. 출생 당시 이름은 안펑(安风)이었으나 1994년 어머니의 성을 따라 류시메이쯔(劉茜美子)로 개명하였다.
2015년 8월, 송승헌의 연인임을 자신의 공식 웨이보를 통해 시인했다. 이후 둘의 결별은 임신설과 불륜설 등 루머를 끝으로 2018년 2년만에 "요우언지우지지자(근거없는 말은 지혜로운자에게 들어가면 더는 전해지지 않는다.)라는 유역비 공식 웨이보를 통해 전해졌다.
2019년 홍콩 시위 정국에서 홍콩시민들에게 무자비한 공권력을 휘두른 홍콩 경찰을 지지한다는 이유로 국제적으로 논란이 되었다.

## 출연 작품

### 드라마
| 연도   | 한국제목     | 중국제목     | 역할        | 비고     |
| ------ | ------------ | ------------ | ----------- | -------- |
| 2003년 | 금분세가     | 金粉世家     | 백수주 역   |          |
| 2003년 | 천룡팔부     | 天龍八部     | 왕어언 역   |          |
| 2005년 | 선검기협전   | 仙劍奇俠傳   | 조령아 역   |          |
| 2005년 | 은색연화     | 銀色年華     | 小趙老師 역 | 특별출연 |
| 2006년 | 신조협려     | 神雕俠侶     | 소용녀 역   |          |
| 2022년 | 몽화록       | 梦华录       | 조빈아 역   |          |
| 2023년 | 거유풍적지방 | 去有风的地方 | 쉬홍더우 역 |          |
| 2024년 | 장미의이야기 | 玫瑰的故事   |             |          |

### 영화
| 연도   | 한국제목                            | 중국제목              | 역할                  |
| ------ | ----------------------------------- | --------------------- | --------------------- |
| 2004년 | 오월지련                            | 五月之戀              | 선선 역               |
| 2004년 | 연애대영가                          | 戀愛大贏家            | 김교리 역             |
| 2008년 | 포비든 킹덤: 전설의 마스터를 찾아서 | 功夫之王              | 금연자 역             |
| 2010년 | 연애통고                            | 戀愛通告              | 송소청 역             |
| 2011년 | 천녀유혼                            | 倩女幽魂              | 섭소천 역             |
| 2011년 | 초한지 - 천하대전                   | 鴻門宴傳奇            | 우희 역               |
| 2012년 | 사대명포                            | 四大名捕              | 무정 역               |
| 2012년 | 조조: 황제의 반란                   | 銅雀臺                | 영저 / 초선 역        |
| 2013년 | 사대명포 2                          | 四大名捕II            | 무정 역               |
| 2014년 | 사대명포 3 : 종극대결전             | 四大名捕Ⅲ             | 무정 역               |
| 2014년 | 아웃캐스트 : 절명도망               | 白幽靈之絕命逃亡      | 리안 역               |
| 2014년 | 노수홍안                            | 露水红顏              | 씽루 역               |
| 2015년 | 제3의 사랑                          | 第三個愛情            | 추우 역               |
| 2015년 | 청춘연애                            | 致青春·原來你還在這裡 | 소운금 역             |
| 2015년 | 야공작                              | 夜孔雀                |                       |
| 2017년 | 삼생삼세 십리도화                   | 三生三世十里桃花      | 사음 / 소소 / 백천 역 |
| 2017년 | 언더 파이어                         | 烽火芳菲              | 영자 역               |
| 2017년 | 이대요정: 미남과 요괴               | 二代妖精之今生有幸    | 백섬초 역             |
| 2020년 | 뮬란                                | 花木蘭                | 뮬란 역               |

### 음반
| 발매년도 | 제목                       | 라벨                               | 언어   | 발매일          |
| -------- | -------------------------- | ---------------------------------- | ------ | --------------- |
| 2006     | Yifei First Mandarin Album | Sony BMG Music Entertainment(홍콩) | 중국어 | 2006년 8월 31일 |
| 2006     | 真夜中のドア(싱글)         | Sony Music Entertainment Japan     | 일본어 | 2006년 7월 19일 |
| 2006     | All My Words               | Sony Music Entertainment Japan     | 일본어 | 2006년 9월 6일  |